# Tenente di corvetta
Tenente di corvetta è un grado in uso in alcune marine militari mondiali equivalente al guardiamarina della Marina Militare Italiana. 

## Argentina
Nella Armada Argentina la denominazione del grado è teniente de corbeta.

## Croazia
Nella Marina militare croata la denominazione del grado in croato è Poručnik korvete. 

## Marine del passato
Nel passato il grado è stato in uso nella Marina della Jugoslavia e nella k.u.k. Imperial Regia Marina dell'Impero austro-ungarico.